# Идомена
Идомена је била лик из грчке митологије.

## Митологија
Према Аполодору, била је Феретова кћерка, удата за Амитаона, са којим је имала троје деце; Еолију, Бијанта и Мелампа. Међутим, у другом тексту, Аполодор ју је назвао Абантовом кћерком. У овом случају, њена мајка је била Аглаја.